# 福勝寺 (新発田市)

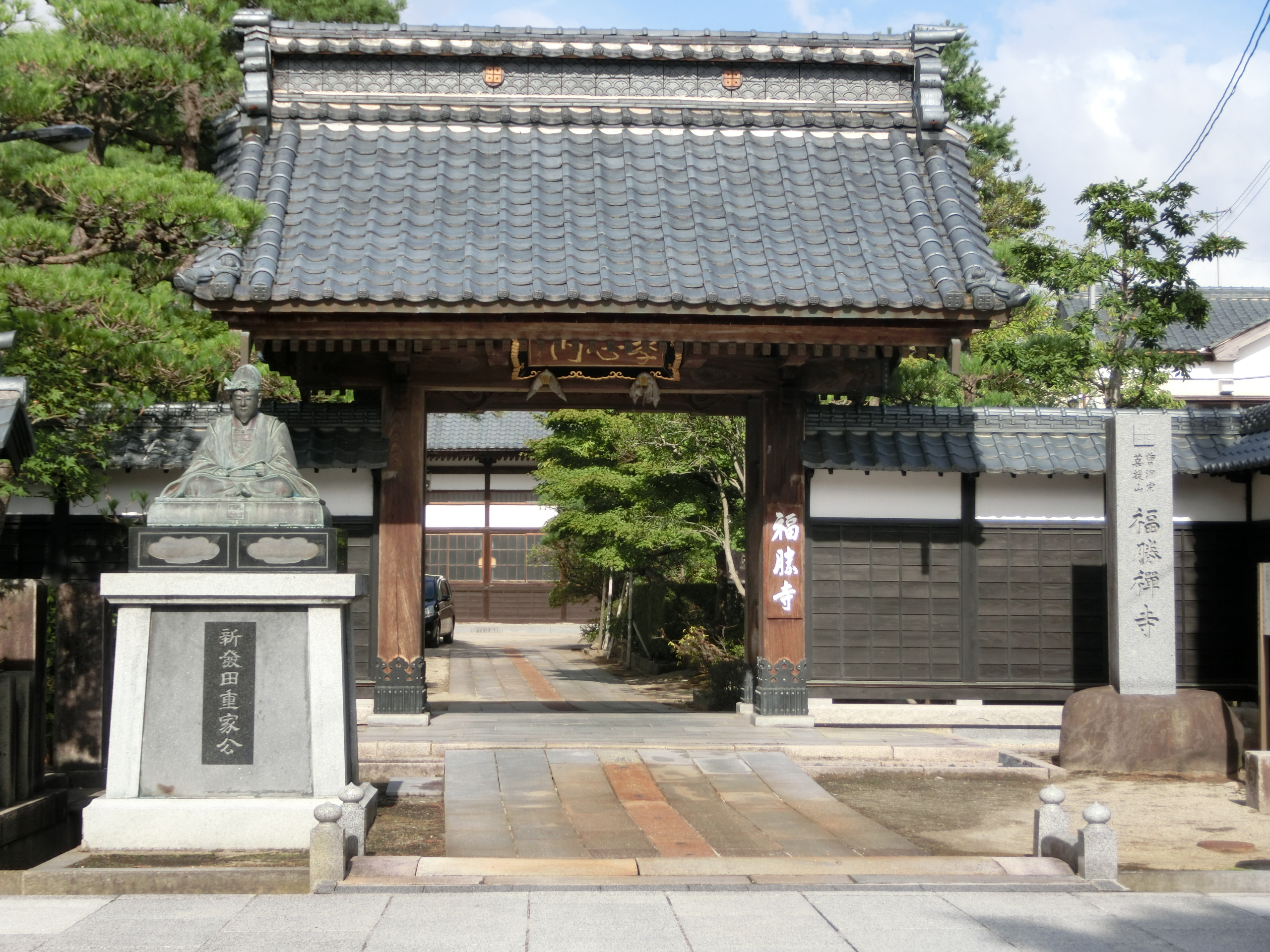
福勝寺

福勝寺（ふくしょうじ）は、新潟県新発田市中央町にある曹洞宗の寺院。

## 概要
新潟県南魚沼市にある雲洞庵の末寺である。

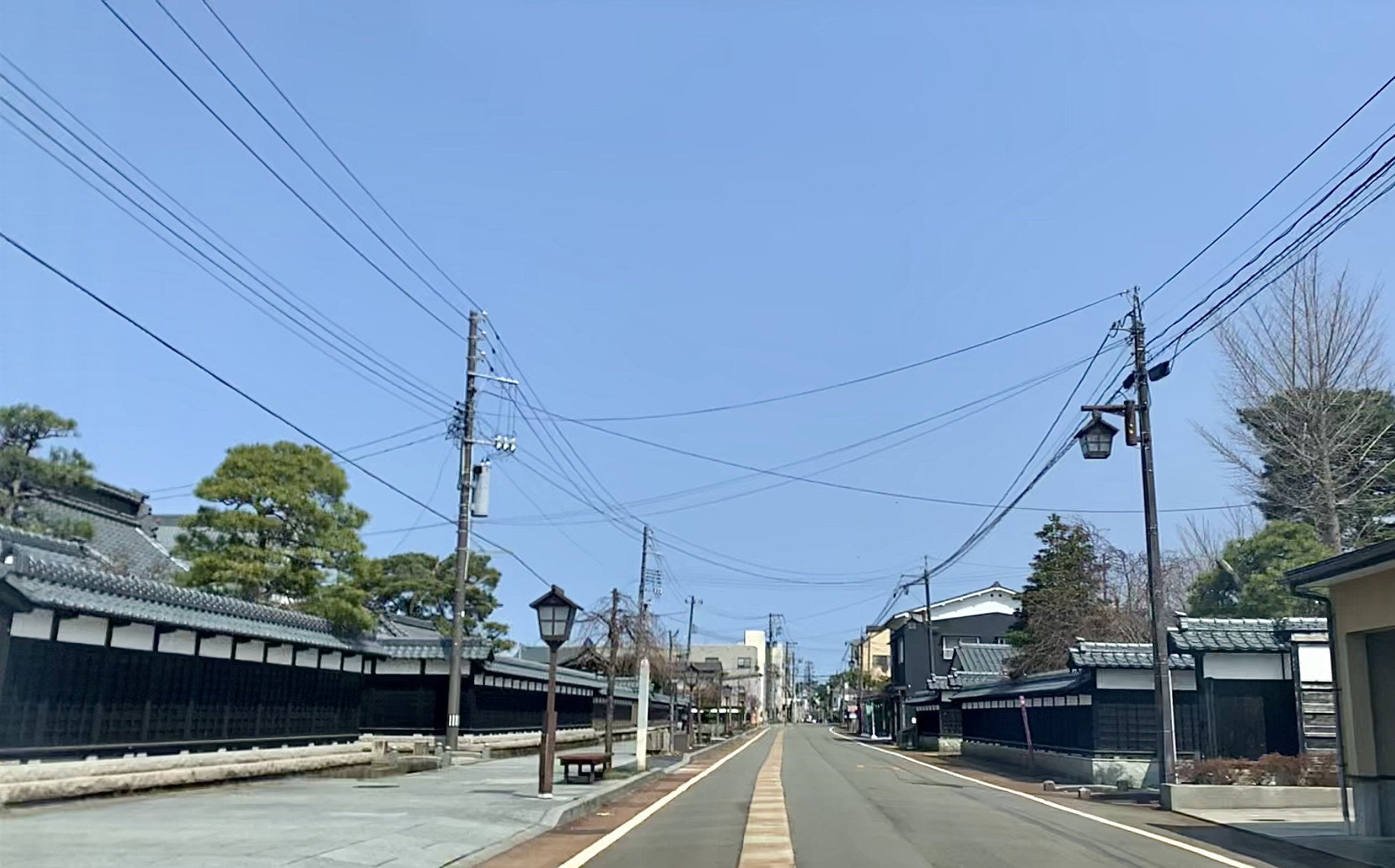
当寺が面する寺町通り

曹洞宗の宗祖道元より、十一世の法孫、雲洞庵三世の祖誾和尚が、応永元甲戌年（1394年）に創立開山したとされている。
本尊は釈迦如来であり、その木像の作者は不明である。脇立として文殊菩薩と、普賢菩薩が祀られている（釈迦三尊）。戦国時代の武将新発田重家の菩提寺として知られ、山門前には銅像が建っている。

## 施設
現在の伽藍は安政4年9月7日（1857年）の火災焼失後に再建されたものと伝えられている。その他境内には羅漢堂、佐々木堂などがある。
羅漢堂には本尊釈迦如来のほか、脇立として十六羅漢が祀られている。また佐々木堂は新発田重家の霊屋であり、重家公の木像が安置され、肖像画などの縁の品が置かれている。
新発田重家の墓は本堂脇の墓所に建っている。戒名は前因州太守一声道可居士。重家供養の由来については、明治16年当時の住職、権少講義佐々木徳印が、時の県令永山盛輝に差出した書上帳にも由緒不詳と書かれている。

## アクセス
- 新発田駅より徒歩約15分

## 参考資料
- 「しばたの寺院ものがたり」大沼倹爾著

座標: 北緯37度56分43秒 東経139度19分42秒 / 北緯37.94536度 東経139.32831度